# Zinovi Rozhestvenski
Zinovi Petrovich Rozhestvenski (em russo:  Зиновий Петрович Рожественский; São Petersburgo, 11 de novembro de 1848 – São Petersburgo, 14 de janeiro de 1909) foi um oficial naval russo que lutou na Guerra Russo-Turca e na Guerra Russo-Japonesa.

## Carreira naval
Rozhestvensky entrou no Corpo de Cadetes do Mar em 1868, em seguida, na Academia Militar Mikhailovski em 1873. Foi inicialmente um oficial de artilharia da Frota do Mar Negro. Durante a Guerra Russo-Turca (1877-1878), o tenente Rozhestvenski a bordo do seu navio Vesta ataca navios turcas que repelem o ataque provocando uma explosão no Vesta, os outros navios russos fogem. Em julho de 1877, Rozhestvenski e o Vesta atacam e danificam um navio turco, ganhando assim a Ordem de São Vladimir e a Ordem de São Jorge.
Em 1883, a jovem Bulgária havia criado sua marinha de guerra e Rozhestvenski foi enviado para comandar a marinha búlgara e treinar oficiais e marinheiros

## Guerra Russo-Japonesa
Rozhestvenski assumiu o comando da Frota do Báltico, quando a Esquadra do Pacífico foi destruída pelos japoneses, Rozhestvenski assumiu a responsabilidade de conduzir a Frota do Báltico até Vladivostok e atacar os navios japoneses para aliviar a pressão em Port Arthur, durante o caminho, os russos confundem navios pesqueiros ingleses com navios inimigos e ataca-os, os ingleses em resposta, fecha o Canal de Suez, os russos então tiveram que contornar a África e o Cabo da Boa Esperança. Em Madagáscar, os russos souberam da queda de Port Arthur, Rozhestvenski continuou a viagem optando por passar pelo Estreito de Tsushima, apesar de ser o trajeto mais perto era também o mais perigoso, o Almirante Togo soube da rota russa e posicionou seus navios que atacaram de surpresa os russos, ao anoitecer, o Kniaz Suvorov foi atingido por um tiro que destruiu a ponte de comando e feriu gravemente Rozhestvenski, o almirante Nikolai Nebogatov assumiu o comando e no dia seguinte em 28 de maio de 1905, os russos se rendem. Rozhestvenski ficou internado na ilha japonesa de Sasebo, em novembro pode retornar à São Petersburgo, ao chegar foi julgado por um tribunal militar que o condenou à morte pela derrota na Batalha de Tsushima, entretanto o imperador Nicolau II o perdoou. Em fevereiro de 1906, ele teve que renunciar ao cargo de Diretor-Geral da Marinha. A sua carreira militar acabou e ele passou os últimos anos recluso tentando se defender da derrota em Tsushima afirmando que se o governo tivesse investido na marinha talvez os russos teriam vencido. Em 14 de janeiro de 1909, Rozhestvenski morreu de doença pulmonar e foi enterrado no mosteiro de Alexander Nevsky.